# Arun Ghosh
Arun Ghosh (* um 1976 in Bolton) ist ein britischer Jazzmusiker (Klarinette, Komposition) mit indischen Wurzeln.

## Leben und Wirken
Ghosh wuchs als Kind indischer Eltern in Großbritannien auf. Nach einer musikalischen Grundausbildung auf der Blockflöte entdeckte er die Klarinette. Bereits mit zwölf Jahren war er durch Courtney Pine beeinflusst, doch verfolgte er eine klassische Musikausbildung. Er studierte zunächst Musikwissenschaft an der Cambridge University, um dann seine Instrumentalausbildung am Royal Northern College of Music in Manchester zu vervollkommnen. Dabei erst wechselte er zum Jazz.
2007 spielte er erstmals auf dem London Jazz Festival und stellte dort sein Indo-Jazz Sextet vor, das bengalische Melodien mit den Mitteln des Jazz, urbanen beats und der Leidenschaft des Punk interpretierte; mit dieser Musizierhaltung erinnert es auch an die Musik des Balkan. Ghoshs Debütalbum Northern Namaste (2008) enthielt eine Vielzahl indischer Instrumente; die Eröffnungsnummer, „Aurora“, wurde durch Gilles Petersons Kompilationsalbum Brownswood Bubblers Three in der Szene des Acid Jazz bekannt. 2009 stellte Ghosh seinen Ansatz in einem Konzert auf der Jazzahead und bei einem ausverkauften Auftritt in Ronnie Scott’s Jazz Club vor. Bei seinem zweiten Album Primal Odyssey (2011) beschränkte er sich auf drei Bläser, Bass und Schlagzeug. Sein drittes Album A South Asian Suite, das die Musik von Bangladesch, Nepal, Pakistan, Indien und Sri Lanka reflektierte, folgte 2013. Daneben arbeitet Ghosh auch als Theaterkomponist.
2018 erhielt er den Parliamentary Jazz Award.

## Diskographische Hinweise
- Northern Namaste (2008, mit Idris Rahman, Jonathan Mayer, Corey Mwamba, Samy Bishai, Liran Donin bzw. Will Worsley, Dave Walsh bzw. Myke Wilson, Aref Durvesh, Sanju Sahai, Rastko Rasić)[3]
- A South Asian Suite (2013, mit Aref Durvesh, Chris Williams, Idris Rahman, Zoe Rahman, Liran Donin, Nilesh Gulhane, Pat Illingworth, Rastko Rasić)
- Seclused in Light (2022)

## Webpräsenz
- Webpräsenz
- Porträt (AllAboutJazz)
- Arun Ghosh bei Discogs
- Arun Ghosh bei AllMusic (englisch)